# Luciana Rabello

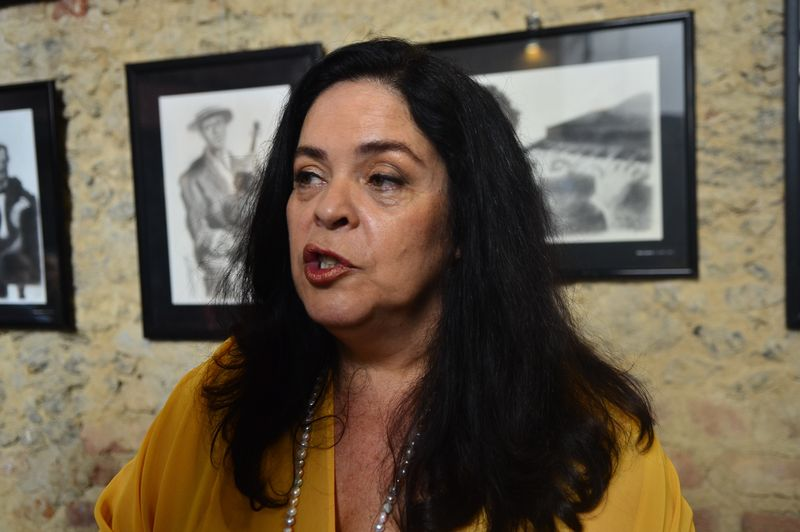
Luciana Rabello (2015)

Luciana Maria Rabello Pinheiro (* 1961 in Petrópolis) ist eine brasilianische Cavaquinhospielerin und Komponistin. Sie ist die Schwester der Sängerin Amélia Rabello und des Gitarristen Raphael Rabello.

## Leben
Luciana Rabello begann im Alter von sechs Jahren unter der Anleitung ihres Großvaters Gitarre zu lernen. Daneben lernte sie auch fünf Jahre lang Klavier. Mit 13 schrieb sie ihre ersten Kompositionen. 1975  gründete sie zusammen mit ihrem Bruder Raphael Rabello das Choro-Ensemble Os Carioquinhas und wechselte zum Cavaquinho, das ab diesem Zeitpunkt zu ihrem Hauptinstrument werden sollte. 1978 wurde sie Mitglied der Camerata Carioca mit Radamés Gnattali, der ihr Mentor wurde. In den darauf folgenden Jahren arbeitete sie mit vielen namhaften brasilianischen Musikern wie Elizeth Cardoso, Paulinho da Viola, Francis Hime, Martinho da Vila, Joel Nascimento, Baden Powell de Aquino, Toquinho und Copinha bei Konzerten und im Studio zusammen. 1981 und 1982 folgten Tourneen durch Europa. 1985 heiratete sie den Musiker Paulo César Pinheiro.
2005 wirkte Luciana Rabello in dem Dokumentarfilm Brasileirinho über die Musik des Choro von Mika Kaurismäki mit. Sie spielt heutzutage in Brasilien als Instrumentalistin wie auch als Lehrerin für das Cavaquinho eine bedeutende Rolle.

## Werke (Auswahl)
- Bem com a vida
- Cá entre nós (mit Raphael Rabello)
- Candeia branca (mit Paulo César Pinheiro)
- Flor da sapucaia (mit Cristóvão Bastos)
- Flor de jacarandá (mit Cristóvão Bastos und Luís Moura)
- Mestre Jorginho do Pandeiro
- Pitangueira (mit Cristóvão Bastos)
- Queixa antiga (mit Cristóvão Bastos und Paulo César Pinheiro)
- Sentença (mit Paulo César Pinheiro)
- Valsa do trovador (mit Cristóvão Bastos und Paulo César Pinheiro)
- Velhos chorões
- Violão madrugador (mit Paulo César Pinheiro)

## Diskografie
- Os Carioquinhas no choro, 1977, LP
- Tributo a Jacob do Bandolim (mit Camerata Carioca), 1979, LP
- Luciana Rabello, 2000, CD
- Choro carioca - Música do Brasil (mit Maurício Carrilho), 2007, CD